# Praia da Luz
Praia da Praia da Luz
Praia da Luz é uma praia localizada a 7 km de Lagos (Algarve, Portugal) na vila da Luz. Sendo uma aldeia piscatória, agora tem diversos complexos turísticos para férias.
É uma zona de férias que recebe todos os anos turistas de diversas nacionalidades (sobretudo portugueses, espanhóis, ingleses, franceses e alemães). Apesar da cintura de betão que continua a desenvolver-se em seu redor, a vila mantém parte do seu encanto, sobretudo nos dias de Verão, quando a praia é uma das mais concorridas.

## Praia
A praia em si está dividida em duas partes, uma com areia fina e branca, característica da região do Algarve e outra com rochas. A água é limpa e transparente. A praia está qualificada com uma Bandeira Azul. O areal é acompanhado por um passeio com bancos, convidando a uma pausa frente ao mar.

## Património
A Igreja da Luz de Lagos, situada na vila de Luz, de origem medieval foi remodelada em 1521. Durante os séculos XV e XVI sofreu diversos saques o que tornou necessária a construção de muros de proteção ao seu redor. Foi severamente danificada durante o Maremoto de 1755. Posteriormente, em 1874, sua restauração foi financiada através de contribuições de moradores da região. No século XX, uma violenta tempestade e o terremoto de 1969 causaram mais danos à igreja, sendo necessário novamente reformá-la.

## Acesso
Seguir as indicações a partir da EN 125 ou percorrer a estrada municipal que liga Burgau a Lagos.

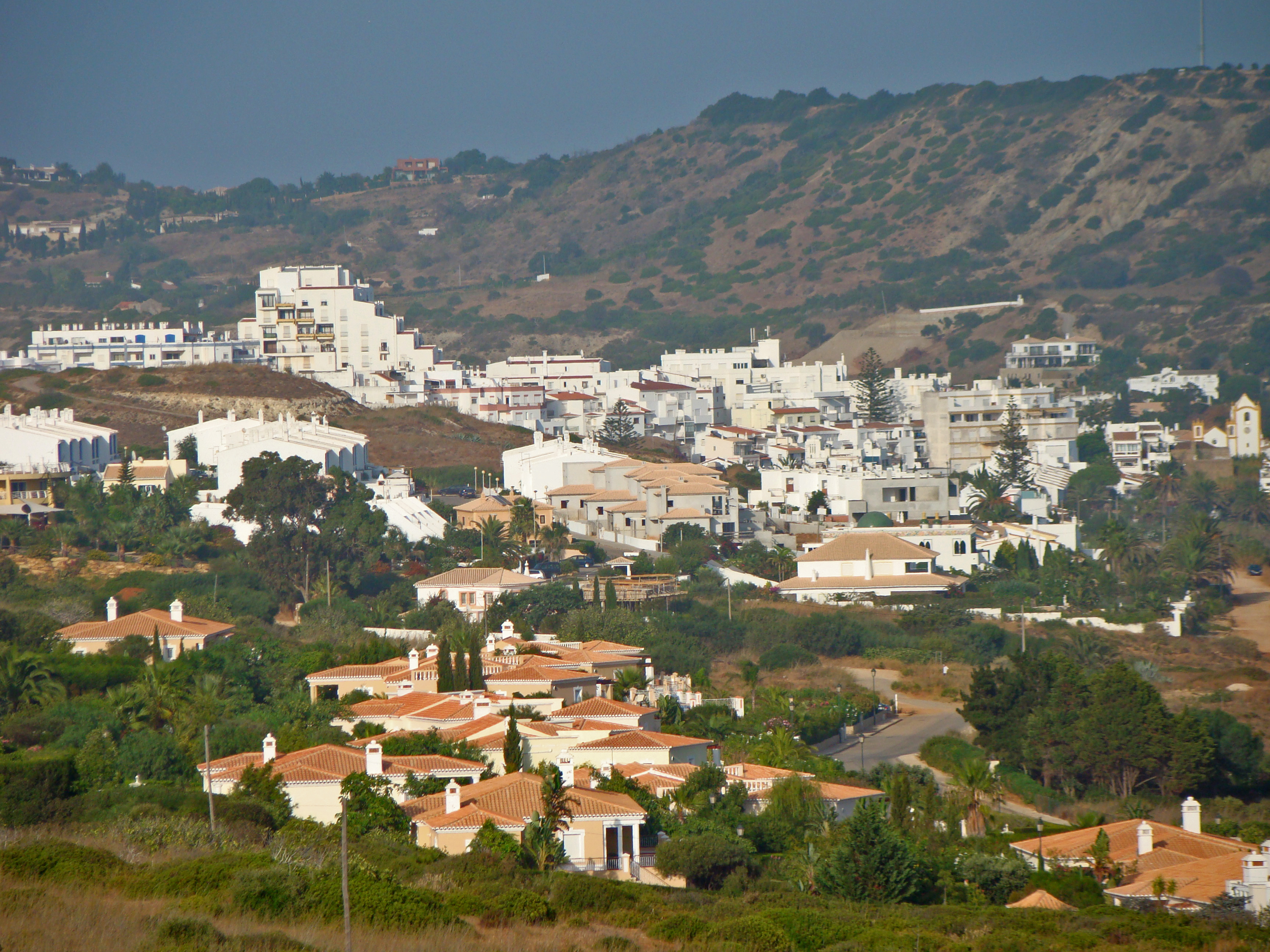
Vista parcial da Praia da Luz
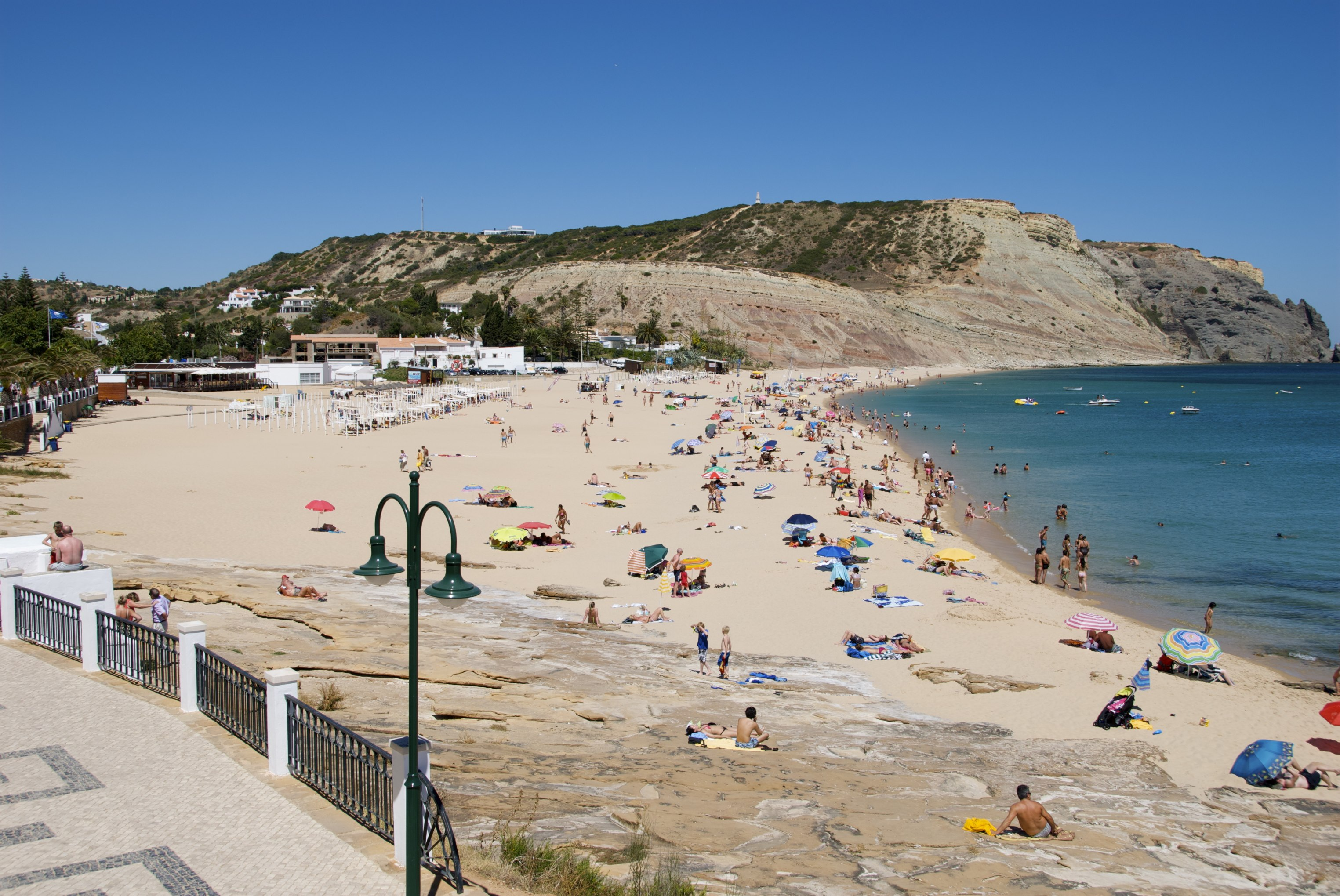
Praia da Luz
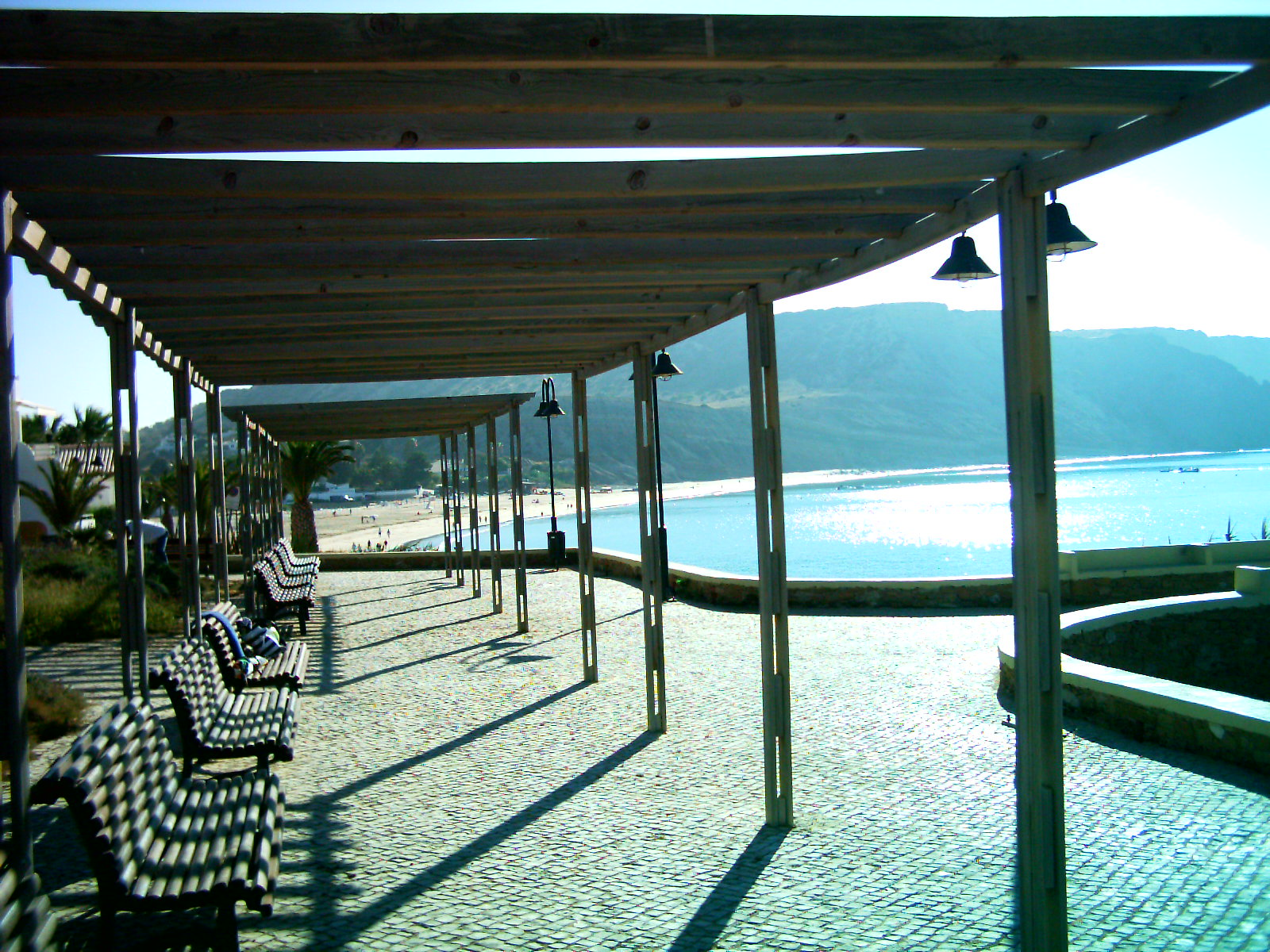
Miradouro sobre a Praia da Luz
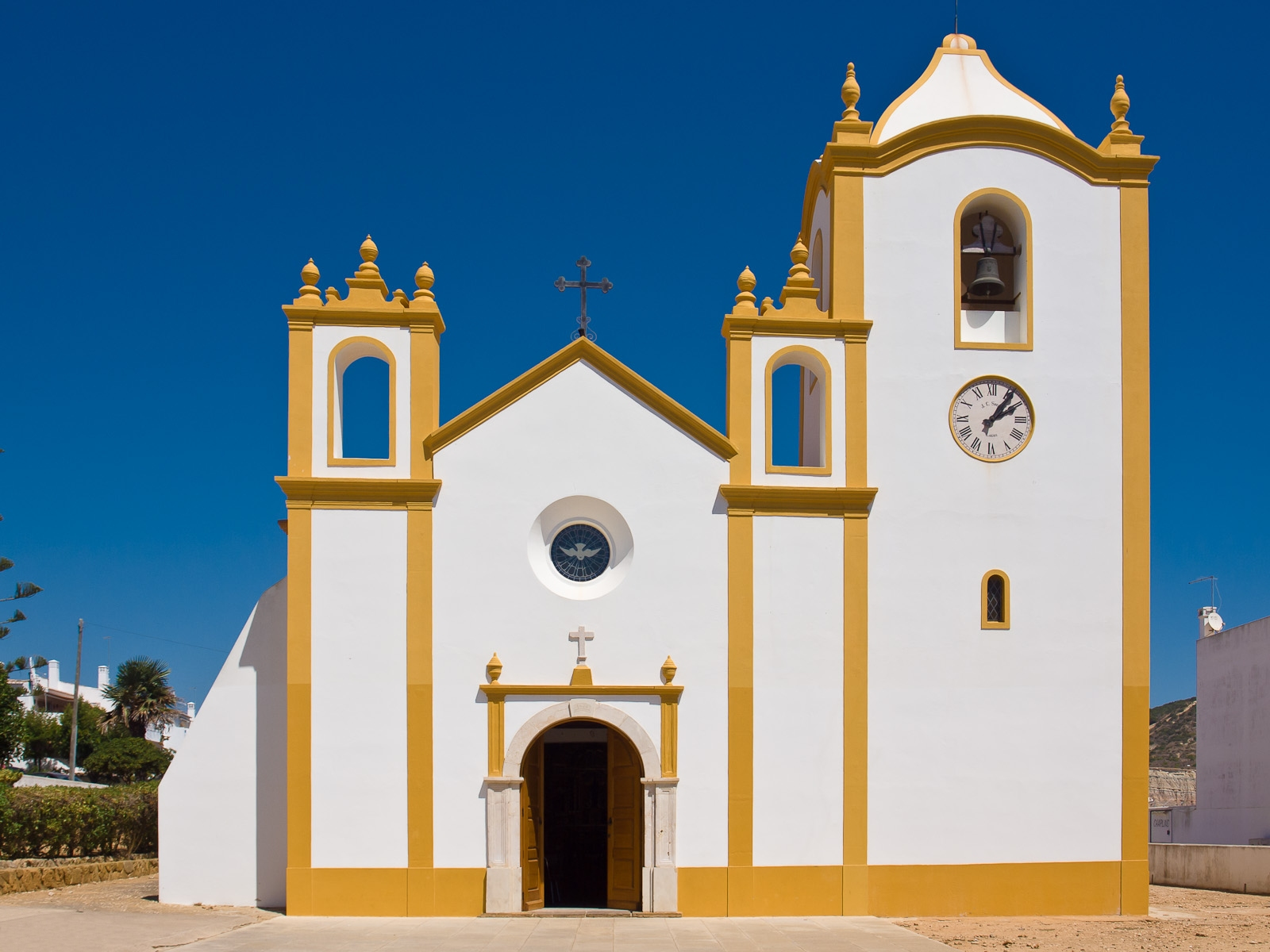
Igreja da Luz de Lagos